# 羞體
根據伊斯蘭教，羞體（阿拉伯语：‎）是指需要以衣物遮蔽、避免被他人看見的身體部位。在伊斯蘭教，暴露身體的隱秘部位是非法的，被視為罪孽。《古蘭經》訓示要遮掩生殖器官，成年女子要遮蔽胸部。不同的法學派別對於哪些身體部位必須遮蔽有不同的意見。

## 語源
羞體意譯自阿拉伯語「阿烏拉」，意思是「有缺陷」、「不完美」、「污點」或「弱點」，但最常用的解釋是「裸露」。
波斯語、庫爾德語及烏爾都語的「阿烏拉特」源自阿拉伯語的「阿烏拉」，廣泛地用以指稱「女人」。
其他意思包括單目失明、虛假、人造等。傳統上，「阿烏拉特」與「宰費」（解作「軟弱」）並用的時候是指女性氣質或受男性保護的女子。在當今伊朗，把這兩個詞語結合使用是指不尋常的女子，帶有性別歧視的意味 。
在土耳其語裡，「阿夫拉特」是其中一個「女人」的說法，在鄉郊地區更常見。這個詞語又有「妻子」的意思，特別是丈夫用以指稱妻子。

## 古蘭經
「阿烏拉」一詞在古蘭經裡既不是指女人，也不是指身體部位。古蘭經的光明章及同盟軍章多次用到這個詞語。
《古蘭經》的同盟軍章裡有一段提到逃避戰爭的經文裡用到「阿烏拉」一詞：
當時，他們中的一派人說：「葉斯里卜人啊，你們不必在這裡逗留了。你們回家去吧！」他們中的一派人，向先知告假說：「我們的房屋，確是破爛的。」其實他們的房屋並不是破爛的，他們要想逃走。
 — 《古蘭經》 33：13
在這段經文裡，「阿烏拉」就是「破爛」的意思。
另外，《古蘭經》在提及伊甸園的亞當和夏娃的經文亦用到這個詞語，但以「薩烏拉」取代「阿烏拉」，而不是直接以「阿烏拉」指稱身體部位：
阿丹的子孫啊！我確已為你們而創造遮蓋陰部的衣服和修飾的衣服，敬畏的衣服尤為優美。这是屬於真主的跡象，以便他們覺悟。
 — 《古蘭經》 7：26
《古蘭經》又明確地提到：「先知的妻子們啊！你們不像別的任何婦女……」因此，對於先知的妻子有不同的規則。《古蘭經》指示男信眾要在帷幕外與穆罕默德的妻子談話。不過，有人把這段經文進一步解讀，指男子要在帷幕之外與所有婦女交談。《古蘭經》沒有要求婦女要戴上面紗，也沒有明確地提到希賈布（面紗）一詞，但第24章30至31節有指示婦女用喜瑪爾（頭巾）覆蓋胸部：
你對信女們說，叫她們降低視線，遮蔽下身，莫露出首飾，除非自然露出的，叫她們用面紗遮住胸膛，末露出首飾，除非對她們的丈夫，或她們的父親，或她們的丈夫的父親，或她們的兒子，或她們的丈夫的兒子，或她們的兄弟，或她們弟兄的兒子，或她們姐妹的兒子，或她們的女僕，或她們的奴婢，或無性欲的男僕，或不懂婦女之事的兒童；叫她們不要用力踏足，使人得知她們所隱藏的首飾……
 — 《古蘭經》 24：31
另有經文訓示先知的妻子及信女在出外時穿著吉爾巴布（罩袍），以示穆斯林婦女的身份，以免受到滋擾：
先知啊！你應當對你的妻子、你的女兒和信士們的婦女說：她們應當用外衣蒙着自己的身体。這樣做最容易使人認識她們，而不受侵犯。真主是至赦的，是至慈的。
 — 《古蘭經》 33：59

## 聖訓
《聖訓》裡有直接提到羞體一詞：
艾布·胡萊勒傳述：使者禁止兩種買賣：一種是「利瑪斯」，另一種是「尼巴茲」。使者禁止穿遮不住羞體的外袍，也禁止穿「一赫提巴」的衣服。
 — 《布哈里聖訓實錄》
另有聖訓指「女人是羞體」，意思是婦女的所有身體部位都應以衣物遮蔽。

## 男女之別

### 男子

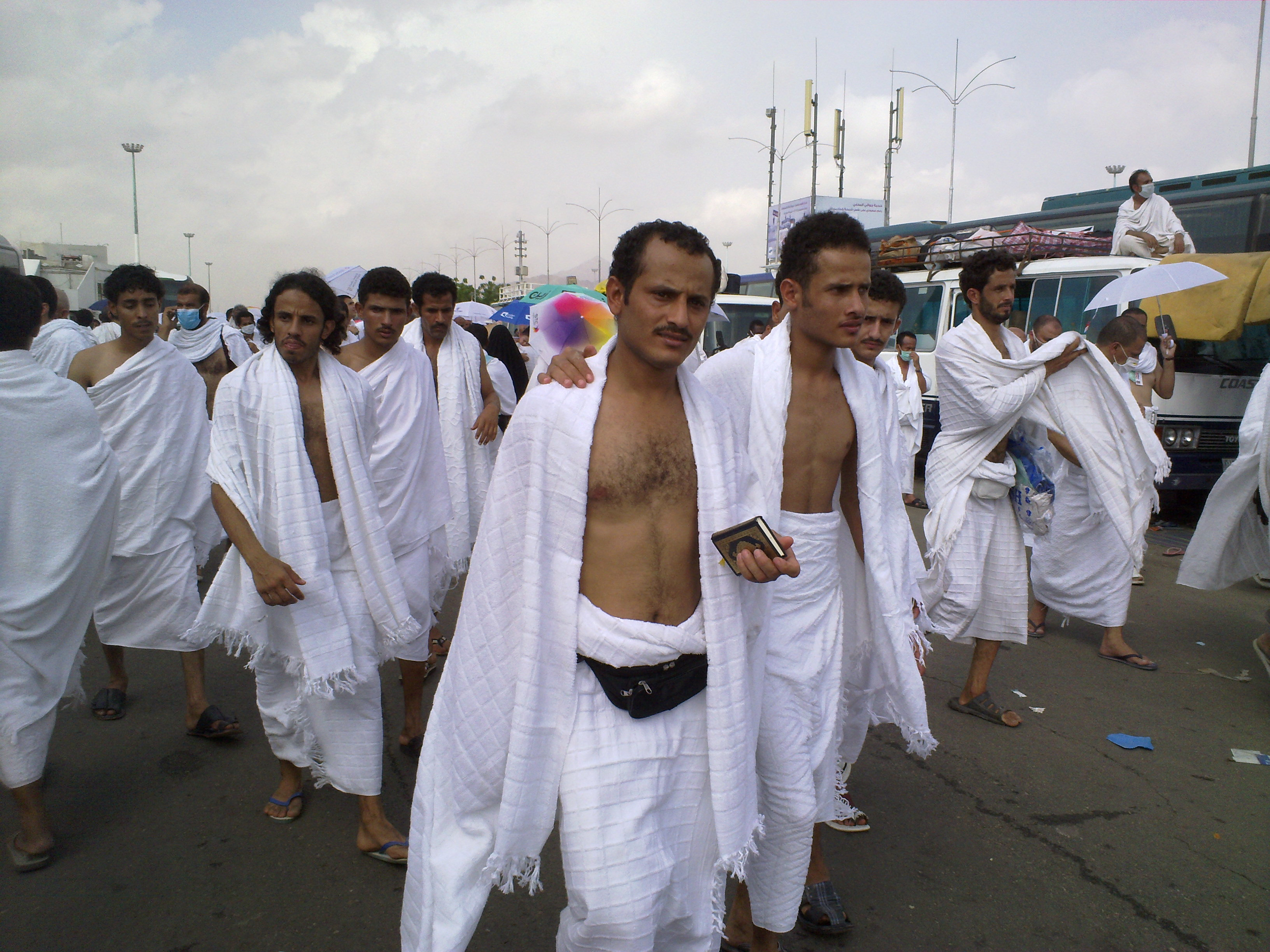
朝覲者趕往慈悲山。

根據遜尼派的解讀，男子的羞體是指肚臍至膝蓋之間的身體部位。哈乃斐派認為羞體包括膝蓋在內，其他法學派別則認為膝蓋可以外露。

### 女子
女子的羞體更加複雜，會因應情況而有所變化。

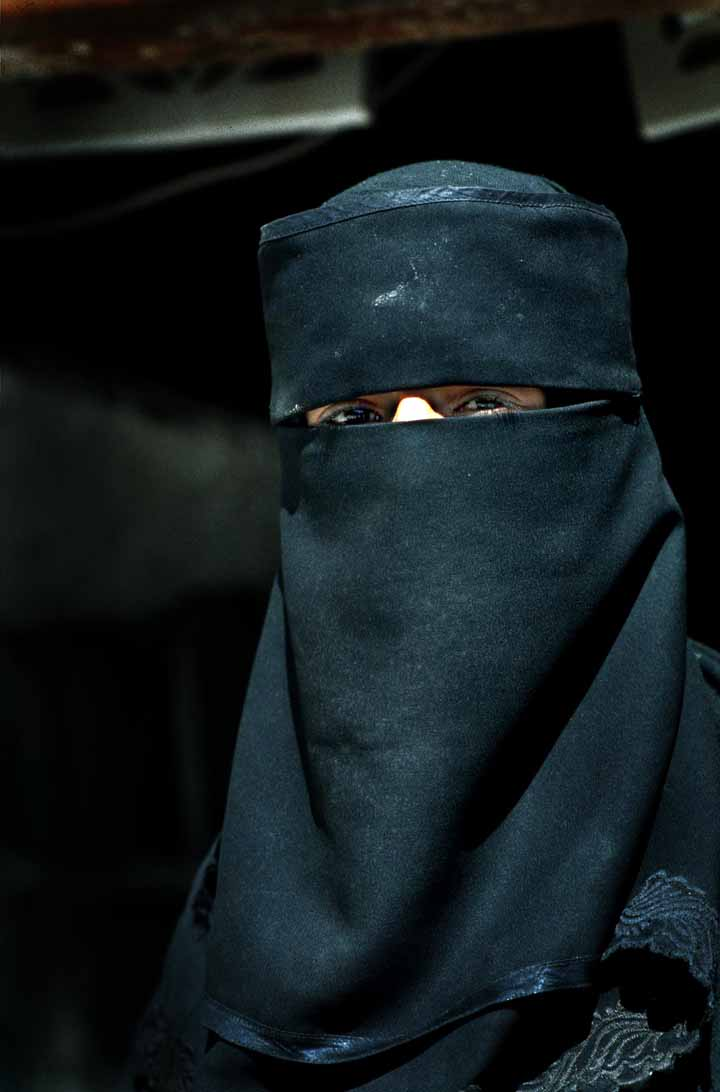
一位也門婦女佩戴尼卡布遮掩臉部。一些佩戴尼卡布的婦女認為婦女的臉部是羞體的一部分。

在禮拜期間，婦女應遮蓋除了臉部、手部至手腕以外的全身，亦應遮蓋前額及頷下。不管是在丈夫在場還是獨自禮拜，婦女也應在禮拜期間覆蓋頭髮和身體。在禮拜期間與在公眾場合的羞體準則並不一樣。
伊斯蘭教並沒有規定婦女在私下不得向丈夫暴露身體部位，夫妻可以看到彼此任何部分的身體，特別是在性交期間。
在獨處的情況下，伊斯蘭教亦建議男子及女子遮蔽性器官，除非是如洗澡及如廁等必要的情況。
在其他女性面前，婦女的羞體與男子一樣（肚臍至膝蓋）。至於在非穆斯林婦女面前的羞體則引發了爭議，哈乃斐派及沙斐儀派認為婦女在這種情況下只應露出手部及臉部，馬立克派及罕百里派則認為在非穆斯林婦女面前與穆斯林婦女面前的羞體沒有分別。
對於在馬然（男性近親）面前的羞體，遜尼派內亦有不同的意見。馬立克派及罕百里派認為是肩膀至膝蓋，包括肩膀及膝蓋。哈乃斐派及沙斐儀派認為是肚臍至膝蓋，哈乃斐派認為包括肚臍及膝蓋，沙斐儀派認為不包括膝蓋，另外亦有一些沙斐儀派的學者認為不包括肚臍，但包括膝蓋。
如果男孩知曉羞體的意思，婦女亦不得在男孩面前暴露羞體。
各方對於婦女在陌生男子面前遮掩哪些身體部位有不同的見解。當代一般都認為單身女子應遮蔽除了臉部及手部的身體部位，不論是在禮拜期間、公眾場合還是在陌生男子面前。哈乃斐派認為腳部不屬於羞體，但在禮拜期間必須遮蔽。
婦女是否必須遮蔽臉部是一個更具爭議性的問題，大多數學者都認為《古蘭經》及聖訓都沒有要求婦女遮蔽臉部，但許多傳統的法學家認為這是強烈建議婦女執行的做法，甚至是伊斯蘭第一次內戰時期的一項規定。法學家拉齊認為已婚婦女遮蔽臉部是向其他人表明自己不是適婚對象。男子則可以直視他們有意與之結婚的婦女的臉目，這種行為甚至是得到鼓勵的。
婦女遮蔽臉部在沙特阿拉伯、巴林、也門、阿曼等穆斯林國家很普遍，但在馬來西亞、印尼、當今的伊朗、土耳其及大部分南亞地區並不常見，這種差異反映出各地對伊斯蘭教法有不同的解讀。

## 希賈布
一些穆斯林婦女會戴上頭巾（希賈布），特別是在歐洲、東南亞的穆斯林。在西方，最常見的是包裹頭部和頸部、露出臉孔的方巾，亦有完全包裹頭髮、頸部和肩膀的服飾，但露出臉部和手部，穿著這類服飾的穆斯林都不認為臉部和手部是羞體。
在沙特阿拉伯、也門等地奉行賽萊菲主義的婦女穿著遮掩臉部的尼卡布，她們認為婦女的臉部是羞體。有一些說法認為婦女不必在盲人、沒有性慾的男子面前穿戴面紗。

## 女聲
大部分學者認為婦女的聲音在原則上不是羞體，聖訓有記載婦女向穆罕默德請教關於伊斯蘭教的事物，但婦女不得用柔和、誘人的聲線說話。
伊斯蘭教允許婦女唱歌，但不得宣禮及大聲誦念朝覲應詞。
阿伊莎傳述：她說：「安拉的使者到我這兒來了，當時有兩個小姑娘在我身旁唱著‘布阿斯’之歌。使者斜臥在床上，把臉轉向另一邊。這時，艾布·伯克爾來了，他斥責我道：『怎麼能讓惡魔的聲音在使者的身邊響起呢？！』這時，安拉的使者把臉轉向他道：『就讓她們唱吧。』……
 — 《布哈里聖訓實錄》
根據傳統的做法，婦女在禮拜的時候會拍手讓伊瑪目注意，而不是像男子那樣說「贊頌安拉超絕」。至於是否允許婦女在陌生男子面前誦讀古蘭經則有不同的意見，有人指出只要不引起注意就可以，不得用誘人的聲線誦讀。
基於以上的區別，有些學者認為婦女的聲音在一些情況下是羞體。

### 引用
网页
1. ↑  康有璽. . Islam HK.   [17 June 2015]. （原始内容存档于2015-05-03） （中文（简体））.
2. ↑  . Islam QA.   [18 June 2015]. （原始内容存档于2015-06-18） （英语）.
3. ↑  . OnIslam.net. 23 November 2014  [22 June 2015]. （原始内容存档于2015-06-22） （英语）.
4. ↑  . IslamQA.   [22 June 2015]. （原始内容存档于2015-06-22） （英语）.
5. ↑  . IslamQA'.   [22 June 2015]. （原始内容存档于2016-08-16） （英语）.
6. ↑  . OnIslam.net.   [22 June 2015]. （原始内容存档于2015-06-22） （英语）.
7. ↑  . IslamQA.   [24 June 2015]. （原始内容存档于2015-05-03） （英语）.
8. ↑  . IslamQA.   [24 June 2015]. （原始内容存档于2014-09-05） （英语）.
9. ↑  . Islamweb.net.   [24 June 2015]. （原始内容存档于2016-12-27） （英语）.
10. ↑  . IslamQA.   [24 June 2015]. （原始内容存档于2017-09-29） （英语）.
11. ↑  康有璽. . Islam HK.   [24 June 2015]. （原始内容存档于2015-05-03） （中文（简体））.
12. ↑  . Islam Quest.   [24 June 2015]. （原始内容存档于2015-06-24） （英语）.

书籍
1. ↑  Ayoub（2004年），第194页
2. ↑  Wright（2012年），第162页
3. ↑  Vanita（2012年），第19-20页
4. ↑  El Guindi（1999年），第141页
5. ↑  Zilfi（1997年），第183页
6. ↑  馬堅（1981年），第320页
7. ↑  馬堅（1981年），第113页
8. ↑  Engineer（1992年），第85-86页
9. ↑  Renard（2015年），第176页
10. ↑  Mitchell & Reid-Walsh（2007年），第351页
11. ↑  馬堅（1981年），第268页
12. ↑  馬堅（1981年），第325页
13. ↑  Rizvi（1992年），第12页
14. 1 2  Jenkins & Rives（2015年），第14页
15. ↑  Uthman（2009年），第116-117页
16. ↑  Jenkins & Rives（2015年），第13页
17. ↑  Rassooli（2012年），第712页
18. ↑  Lowe & Lloyd（1997年），第159页
19. ↑  Idrissi（2013年），第75页
20. ↑  Meer & Gabler（2011年），第68页
21. ↑  Ankerberg & Caner（2009年），第33页
22. ↑  Tusi（2008年），第162页
23. ↑  Ankerberg & Caner（2009年），第33-34页
24. ↑  Jenkins & Rives（2015年），第12页